# Аквила ди Ароша (Империја)
Аквила ди Ароша је насеље у Италији у округу Империја, региону Лигурија.
Према процени из 2011. у насељу је живело 118 становника. Насеље се налази на надморској висини од 524 м.